# 佩斯 (佛羅里達州)
佩斯（英語：Pace）是位於美國佛羅里達州聖羅薩縣的一個人口普查指定地區。

## 地理
佩斯的座標為30°35′57″N 87°09′41″W / 30.59917°N 87.16139°W，而該地最高點為海拔高度20米（即66英尺）。

## 人口
根據2010年美國人口普查的數據，佩斯的面積為24.30平方千米，當中陸地面積為24.30平方千米，而水域面積為0.00平方千米。當地共有人口32571人，而人口密度為每平方千米1,340人。